# Чарльз, Тина (баскетболистка)
Тина Александрия Чарльз (англ. Tina Alexandria Charles; родилась 5 декабря 1988 года в Куинсе, Нью-Йорк, США) — американская профессиональная баскетболистка, выступающая в женской национальной баскетбольной ассоциации за клуб «Коннектикут Сан». В 2009 и 2010 годах в составе клуба «Коннектикут Хаскис» Тина Чарльз стала чемпионкой турнира NCAA. Играет на позиции центровой. В составе национальной сборной США выиграла чемпионат мира 2010 года в Чехии, Олимпийские игры 2012 года в Лондоне, чемпионат мира 2014 года в Турции, Олимпийские игры 2016 года в Рио-де-Жанейро, чемпионат мира 2018 года в Испании и Олимпийские игры 2020 года в Токио.

## Школа и колледж
Выступая за баскетбольную команду старшей школы Кинга, в 2006 году Тина Чарльз была признана лучшей баскетболисткой США среди школьниц по версиям USA Today, McDonald's, журнала Parade, Gatorade, ассоциации тренеров женских баскетбольных команды и EA Sports. В выпускном классе Тина в среднем за игру набирала 26,5 очков, делала 14,8 подборов и 5,2 блок-шотов. С её помощью команда школы Кинга выиграла 57 игр подряд, провела сезон 2006 года без единого поражения и вышла на первое место в рейтинге лучших школьных команд по версии USA Today.
После окончания школы в 2006 году Чарльз поступила в Университет Коннектикута. В 2009 и 2010 годах она была ведущим игроком университетской баскетбольной команды «Хаскис», которая дважды выиграла студенческий чемпионат США, не потерпев за два сезона ни одного поражения. В 2010 году Чарльз получила приз лучшей баскетболистке студенческого сезона имени Нейсмита и была отмечена многими другими наградами.
Своей специализацией в университете Тина выбрала психологию и криминальное право. После окончания баскетбольной карьеры она планирует работать в системе исправительных учреждений. В 2010 году она по шесть часов в неделю работала интерном в исправительном институте Бергина, где отбывающим тюремное заключение помогают вновь адаптироваться к жизни в обществе.

## Профессиональная карьера
8 апреля 2010 года Чарльз была выбрана на драфте женской НБА под первым номером клубом «Коннектикут Сан».

## Сборная
Осенью 2009 года Тина была приглашена в тренировочный лагерь национальной сборной США, в котором формировалась команда, которая будет бороться за победу на чемпионате мира 2010 года и на летних Олимпийских играх 2012 года. Тина была единственной учащейся колледжа, приглашённой в сборную для участия в международном баскетбольном турнире, проходившем в Екатеринбурге. На турнире Тина помогла своей команде достичь победы, в каждой из трёх игр набирая более 10 очков.

## Награды
- 2006 USA Today National Player of the Year
- 2006 McDonald’s National Player of the Year
- 2006 Parade Magazine National Player of the Year
- 2006 Gatorade National Player of the Year
- 2006 WBCA National Player of the Year
- 2006 EA Sports National Player of the Year
- 2006 Miss New York Basketball
- 2010 All-BIG EAST First Team
- 2010 Big East Player of the Year
- 2010 AP All-America First Team
- 2010 U.S. Basketball Writers Association’s Player of the Year
- 2010 State Farm Coaches' All-America Team
- 2010 AP National Player of the Year
- 2010 Naismith College Player of the Year

## Командные достижения
- Чемпион мира: 2010
- Обладатель Кубка Европы: 2014
- Бронзовый призёр чемпионата России: 2011

## Статистика
| Статистика выступлений за Университет Коннектикута |     |     |      |       |     |      |       |     |     |       |      |     |     |     |     |    |      |      |      |
| Year                                               | G   | FG  | FGA  | PCT   | 3FG | 3FGA | PCT   | FT  | FTA | PCT   | REB  | AVG | A   | TO  | B   | S  | MIN  | PTS  | AVG  |
| 2006-07                                            | 36  | 190 | 322  | 0.590 | 0   | 0    | 0.000 | 76  | 128 | 0.594 | 296  | 8.2 | 30  | 67  | 81  | 13 | 827  | 456  | 12.7 |
| 2007-08                                            | 38  | 220 | 364  | 0.604 | 0   | 0    | 0.000 | 100 | 173 | 0.578 | 351  | 9.2 | 49  | 75  | 68  | 28 | 982  | 540  | 14.2 |
| 2008-09                                            | 39  | 259 | 418  | 0.620 | 0   | 0    | 0.000 | 124 | 182 | 0.681 | 348  | 8.9 | 41  | 74  | 62  | 35 | 982  | 642  | 16.5 |
| 2009-10                                            | 39  | 299 | 484  | 0.618 | 0   | 0    | 0.000 | 110 | 161 | 0.683 | 372  | 9.5 | 63  | 87  | 93  | 22 | 1078 | 708  | 18.2 |
| Totals                                             | 152 | 968 | 1588 | 0.610 | 0   | 0    | 0.000 | 410 | 644 | 0.637 | 1367 | 9.0 | 183 | 303 | 304 | 98 | 3869 | 2346 | 15.4 |